# Сова, Сергей Александрович
Серге́й Алекса́ндрович Сова́ (укр. Сергій Олександрович Сова; 13 июня 1986, Никополь — 19 апреля 2022, Изюм) — украинский военнослужащий, старший солдат, участник российско-украинской войны. Герой Украины (24 сентября 2022, посмертно).

## Биография
Родился 13 июня 1986 года в городе Никополь Днепропетровской области.
С детства увлекался спортом. Был профессиональным кинологом.
В 2014 году в составе 93 ОМБр участвовал в боях за Пески Донецкой области, доставлял боеприпасы в Донецкий аэропорт. Через год был демобилизован, но впоследствии снова заключил контракт с упомянутой бригадой и воевал в должности старшего стрелка. Имел воинское звание «старший солдат».
За образцовую службу был удостоен многочисленных наград.
Накануне полномасштабного вторжения Сергея отправили на учебу в Учебный центр «Десна», где он должен получить квалификацию боевого медика. Впрочем, 24 февраля 2022 года его с побратимами отправили защищать рубежи Харьковской области. В апреле 2022 года находился на изюмском направлении.
Погиб 19 апреля 2022 года в бою с российскими войсками, вероятно, когда вместе с другими бойцами попал в окружение на позициях возле Изюма на Харьковщине.
После деоккупации Изюма Харьковской области началась эксгумация тел украинских мучеников, во время которой была обнаружена рука с сине-желтым браслетом. Впоследствии по экспертизе ДНК установили, что она принадлежит старшему солдату Сергею Сове. Впечатляющий снимок останков руки облетел весь мир.
Тело мужа опознала жена Оксана по многочисленным татуировкам и желто-синим браслетам, которые ему подарили дети.
Похоронен 23 сентября 2022 года в родном городе.
Остались жена, 14-летний сын и 9-летняя дочь.

## Награды
- Звание «Герой Украины» с удостоением ордена «Золотая Звезда» (24 сентября 2022, посмертно) — за личное мужество и героизм, проявленные в защите государственного суверенитета и территориальной целостности Украины, верность военной присяге[4].

## Память
В апреле 2023 года улицу Псковскую в Никополе переименовали в честь Сергея Совы.